# Милан Н. Поповић
Милан Поповић (1924 — 2012) био је српски психијатар-психоаналитичар и универзитетски професор. Поповић је био редовни професор Филозофског факултета Универзитета у Београду.
Рођен је 1924. године у Београду, и умро 28. априла 2012. године у истом месту. Дипломирао је на Медицинском факултету Универзитета у Београду, специјализовао неуропсихијатрију и докторирао са темом „Групна психотерапија схизофрених у болничким условима“. За ванредног професора Филозофског факултета Универзитета у Београду изабран је 1972. године, а за редовног професора 1980. године.
Милан Поповић је пионир у развоју групне психотерапије у Србији и отварању психијатријских одељења према друштву. Оснивач је „Школе психоаналитичке психотерапије“ на последипломским студијама Медицинског факултета у Београду.
Учитељ је многих генерација психијатара, психолога и социолога у Србији. Дао је значајан допринос развоју психијатрије у земљи, посебно развоју психотерапије и социјалне психијатрије, достојно представљајући домаћа достигнућа у иностранству.

## Научне и стручне функције
Био је на стручном усавршавању из аналитичке психотерапије на Тависток клиници у Лондону, Центру за ментално здравље 13. арондисмана у Паризу и на Универзитету Калифорније у Лос Анђелесу, укупно две године.
Као један од оснивача Института за ментално здравље у Београду, од 1963. године водио је прво Отворено одељење, претежно за психозе. Звање Примаријуса му је додељено 1968. године. Од 1979. године до одласка у пензију био је шеф Центра за психотерапију и социотерапију Института, бавећи се већим делом едукативном и научном активношћу. Годину и по дана је вршио и дужност директора Института за ментално здравље.
На Филозофском факултету Универзитета у Београду предавао је Социјалну патологију (Социологију менталних поремећаја) и Општу психопатологију. Био је шеф катедре за социологију, управник Одељења за филозофију и социологију, а од 1987. до 1989. године и декан Филозофског факултета Универзитета у Београду.
На Медицинском факултету Универзитета у Београду један је од организатора последипломске наставе из психотерапије и социјалне психијатрије. Био је и председник комисије за полагање субспецијалистичког испита из психотерапије. Оснивач је и први руководилац Психолошког саветовалишта за студенте Универзитета у Београду.
Као гостујући професор држао је предавања у Центру за рехабилитацију психијатријских болесника La Verriere у Паризу, на Универзитету Калифорније у Лос Анђелесу и на Бостонском универзитету. Јуна 1990. године именован је за Affiliate Teacher познатог Института за групну анализу у Лондону.
Бавио се и медицинском етиком. Био је председник Етичког комитета Српског лекарског друштва од 1992. до 1997. године. Крајем 1992. Године, Милан Поповић је изабран за председника Удружења лекара Србије за мир, огранка Интернационалног удружења лекара за превенцију нуклеарног рата. Ово удружење окупља 200.000 лекара из 90 земаља света, саветодавни је орган Уједињених нација и добитник Нобелове награде за мир за 1985. годину.
Био је председник секције за психотерапију Српског лекарског друштва.
Интересовања Милана Поповића су уперена и шире према култури. Тако је, између осталог, био и Председник програмског Савета павиљона Цвијета Зузорић. По позиву, члан је од 1989. године Европског удружења културе са седиштем у Венецији.

## Чланство у научним институцијама
Милан Поповић је 1995. године изабран за редовног члана Медицинске академије Српског лекарског друштва, а 1996. године је промовисан у редовног члана медицинског одељења Европске академије наука и уметности са седиштем у Салцбургу.
Почасни је члан Удружења психолога Србије и почасни члан Београдске психоаналитичке групе. Одликован је 1989. године Орденом заслуга за народ са сребрним зрацима.

## Научни и стручни рад
Аутор је 167 научна и стручна рада, од тога 37 у иностранству, самостално или са сарадницима. Међу овим делима налази се и укупно 10 монографија, уџбеника, књига у којима је једини или први аутор, а из области су психотерапије и социјалне психијатрије. Издвајамо значајније радове:
- Тровање угљенмоноксидом у индустрији (Зборник радова, Други конгрес лекара СРС, 1956)
- After Eartquake са Д. Петровићем (The Lancet, 1964)
- Тимски рад у психијатрији са Д. Петровићем (Лек, Љубљана, 1969)
- Групна психотерапија схизофреније, књига (Медицинска књига, 1975)
- Психоанализа, уџбеник (Последипломске студије, Институт за ментално здравље 1976)
- Психодинамика и психотерапија неуроза са В. Јеротићем, књига (ЗУНС, Плато, 1983. четири издања)
- Ми и они другачији, монографија (руководилац истаживања, Институт за социолошка истраживања, 1988)
- Присилне и фобичне неурозе и њихово лечење са Д. Миловановићем, књига (Лек, 1981)
- Однос терапеут пацијент са П. Опалићем (Научна књига, 1992)
- The Time of Hate and Suffering (Medicine and War, Лондон, 1993)
- Etnopsychology and the Yugoslav drama (Gesudheitspolitik, Mexico City, 1993)
- Повеља о правима пацијената (један од више аутора, Центар за унапређење правних студија, Београд, 1999)
- Уточишта Милана Поповића, разговори са Милошем Јевтићем, књига (Плато, 2000)
- Фројдов антрополошки песимизам (ЦАНУ, Подгорица, 2007)

## Студије о Милеви Марић-Ајнштајн
Бавио се и психоисторијским студијама о Милеви Марић-Ајнштајн, посебно њеним односом са мужем Албертом. Ова студија је заснована на приказу и анализи око 70 писама и дописница која је Милева Марић, а неке и Алберт Анштајн упутили својој интимној пријатељици и колегници са студија у Цириху, баки Милана Поповића, Хелени Савић. Ова писма су важна за боље разумевање еволуције односа брачног пара Анштајн, па и психологије овог генијалног човека.
Радови на ту тему:
- Једно пријатељство: Писма Милеве и Алберта Ајнштајна Хелени Савић, књига (ЦИД, 1998. и Плато 2004)
- In Albert's Shadow, the Life and Letters of Mileva Marić, Einstein's First Wife, Popović M. (The Johns Hopkins University Press, Baltimore & London, Book, September 2003)[1]

## Породица
Отац му је био инж. технологије Новак Поповић, а мајка лекар пулмолог проф. др Јулка Поповић Савић, професор Медицинског факултета Универзитета у Београду.
Ожењен је сликарком Босом Кићевац Поповић. Имају двоје деце, историчара уметности, Ану Поповић Бодрожу, стручног сарадника Куће легата у Београду и Бојана Поповића, управника Галерије фресака у Београду.